# Sông Đại An (Đài Loan)
Đại An (tiếng Trung: 大安溪, Đại An khê) là một dòng sông tại tây bắc Đài Loan. Sông chảy qua địa bàn Miêu Lật và chỉ một phần nhỏ tại cuối nguồn giáp với Đài Trung. Sông Đại An là phần trung tâm của hệ thống kênh đào Trung ương tại Đài Loan. Sông có chiều dài 95,76 km và diện tích lưu vực là 758,47 km². Sông khởi nguồn từ núi Đại Bá Tiêm thuộc dãy núi Tuyết Sơn. và chảy về phía tây, đổ ra eo biển Đài Loan.

## Phụ lưu
- sông Đại An：Miêu Lật, Đài Trung
  - sông Điện Hỏa：Ngoại Bộ & Hậu Lý, Đài Trung
  - sông Cảnh Sơn：Tam Nghĩa, Đại Hồ, Trác Lan thuộc Miêu Lật、trên sông có đập Lý Ngư
  - sông Thái Viên：Đông Thế, Đài Trung
  - sông Lão Trang：Trác Lan, Miêu Lật
  - sông Ô Thạch Khanh：Hòa Bình, Đài Trung
    - Càn khê：Hòa Bình, Đài Trung

  - sông Tuyết Sơn Khanh：Hòa Bình, Đài Trung
  - sông Ma Tất Hạo：Thái An, Miêu Lật
  - sông Nam Khanh：Thái An, Miêu Lật
  - sông Bắc Khanh：Thái An, Miêu Lật
  - sông Đại Tuyết：Thái An, Miêu Lật
  - sông Mã Đạt Lạp：Thái An, Miêu Lật
  - sông Tuyết Sơn (sông Thứ Cao)：Thái An, Miêu Lật